# Antilele Sub Vânt
Antilele Sub Vânt (în engleză: Leeward Antiles; în neerlandeză: Benedenwindse Eilanden) sunt un lanț de insule din Caraibe – mai precis insulele sudice ale Antilelor Mici (respectiv Antilelelor și Indiilor de Vest) de-a lungul marginii sud-estice a Mării Caraibilor, la nord de coasta Venezuelei a Americii de Sud continentale. Antilele Sub Vânt (Leeward Antiles) fac parte din Antilele Mici însă nu trebuie confundate cu Insulele Sub Vânt (Leeward Islands) situate mai către nord-est, insule care de asemenea fac parte din Antilele Mici.

## Insule
Antilele Leeward cuprind (aproximativ de la vest la est):
- Insulele ABC (toate făcând parte din Regatul Țărilor de Jos)
  - Aruba, țară componentă a Regatului Țărilor de Jos
  - Curaçao, țară componentă a Regatului Țărilor de Jos
  - Bonaire, municipalitate specială a Țărilor de Jos propriu-zise
- Dependențele federale ale Venezuelei[nota 1]
  - Arhipelagul Los Monjes
  - Insula Tortuga
  - Insula La Sola
  - Insulele Los Testigos
  - Insulele Los Frailes
  -  Insula Patos[nota 2]
  - Los Roques
  - Insula Blanquilla
  - Arhipelagul Los Hermanos
  - Insula Orchila
  - Arhipelagul Aves
- Statul Nueva Esparta (Venezuela)
  - Insula Margarita
  - Insula Coche
  - Cubagua